# Jegenstorf
Jegenstorf (Bernduits: Jegischtorf) is een gemeente en plaats in het Zwitserse kanton Bern, en maakt deel uit van het district Bern-Mittelland.
Jegenstorf telt 4.780 inwoners.

## Geboren
- Philippe Koch (8 februari 1991), voetballer
- Marlen Reusser (20 september 1991), wielrenster